# Podothecus
Podothecus – rodzaj morskich ryb skorpenokształtnych z rodziny lisicowatych.

## Klasyfikacja
Gatunki zaliczane do tego rodzaju:
- Podothecus accipenserinus
- Podothecus hamlini
- Podothecus sachi
- Podothecus sturioides
- Podothecus veternus